# Hosszúvölgy
Hosszúvölgy là một thị trấn thuộc hạt Zala, Hungary. Thị trấn này có diện tích 3,6 km², dân số năm 2010 là 160 người, mật độ 44 người/km².